# Luis Marchant González
Luis Marchant González (Santiago, 20 de mayo de 1883 – 7 de abril de 1971), fue un carabinero y político chileno, que se desempeñó por tres periodos como intendente de la Región de Aysén.
Nacido en la comuna de Recoleta, en Santiago de Chile, ingresó a la Escuela de Clases del Ejército a la edad de quince años, desde la que se graduó. En 1906 se integró al recién creado Cuerpo de Carabineros, en el que desempeñaría distintas labores y comisiones hasta su retiro el año 1947.
Se destacó especialmente por su labor como gobernante del entonces recién establecido Territorio de Aysén. Durante ese periodo fundó pueblos, inició el desarrollo de diferentes obras y exploraciones de la zona, creó escuelas y cuarteles de policía y organizó el servicio judicial.

## Biografía

### Primeros años
Luis Marchant nació en la comuna de Recoleta, en la ciudad de Santiago de Chile, en el año 1883. Realizó sus primeros estudios en el centro de la ciudad, para ingresar posteriormente al Liceo San Agustín. Cuando tenía quince años postuló e ingresó a la Escuela de Clases del Ejército, donde permaneció por 8 años.  
Luego, con el grado de sargento, ingresa a la Escuela de Carabineros, desde la que egresa como oficial de ese cuerpo de seguridad. Con posterioridad, con el grado de capitán, es destinado a Tarapacá e Iquique, correspondiéndole la mantener el orden en la pampa salitrera entre los años 1913 y 1921.  
Entre agosto de 1920 y junio de 1921, se desempeñó como Gobernador del departamento de Tocopilla, para pasar a desempeñar labores luego en la entonces provincia chilena de Tacna, en 1922. Durante ese periodo le correspondió ejercer diversas labores vinculadas con el plebiscito que se debería desarrollar para determinar si Tacna y Arica serían parte de Chile y Perú.

### Intendente de Aysén
El 30 de diciembre de 1927, mediante el decreto N° 8.582, del Ministerio del Interior, se creó el denominado Territorio de Aysén, separándolo de la provincia de Llanquihue. 
Marchant fue compañero de estudios de Carlos Ibáñez del Campo, quien ejerció, desde 1927, el cargo de Presidente de la República. En desempeño de esa función, le designó como segundo intendente de la Región de Aysén, debiendo suceder a Edmundo Camus Murúa, quien abandonó el puesto a cuatro meses de ser nombrado. 
Apenas recibida su comisión, viajó hacia Puerto Aysén, capital de la nueva unidad territorial. A contar de esa data, se dedicó a diseñar nuevas rutas para favorecer la colonización al interior del desarrollo. Dispuso la mejora de la ruta hacia Mañihuales, la Pampa del Corral, Valle Simpson y Balmaceda.

## Vida privada
En 1916, en Tocopilla, contrajo matrimonio con Blanca María Reynaud Steinhausen, con quien tendrían dos hijas, pero fallecería al dar luz a su tercer hijo.
En 1922 contrajo segundas nupcias con Blanca Viscayzacú Silva, con quien serían padres de otros tres hijos.

## Referencias

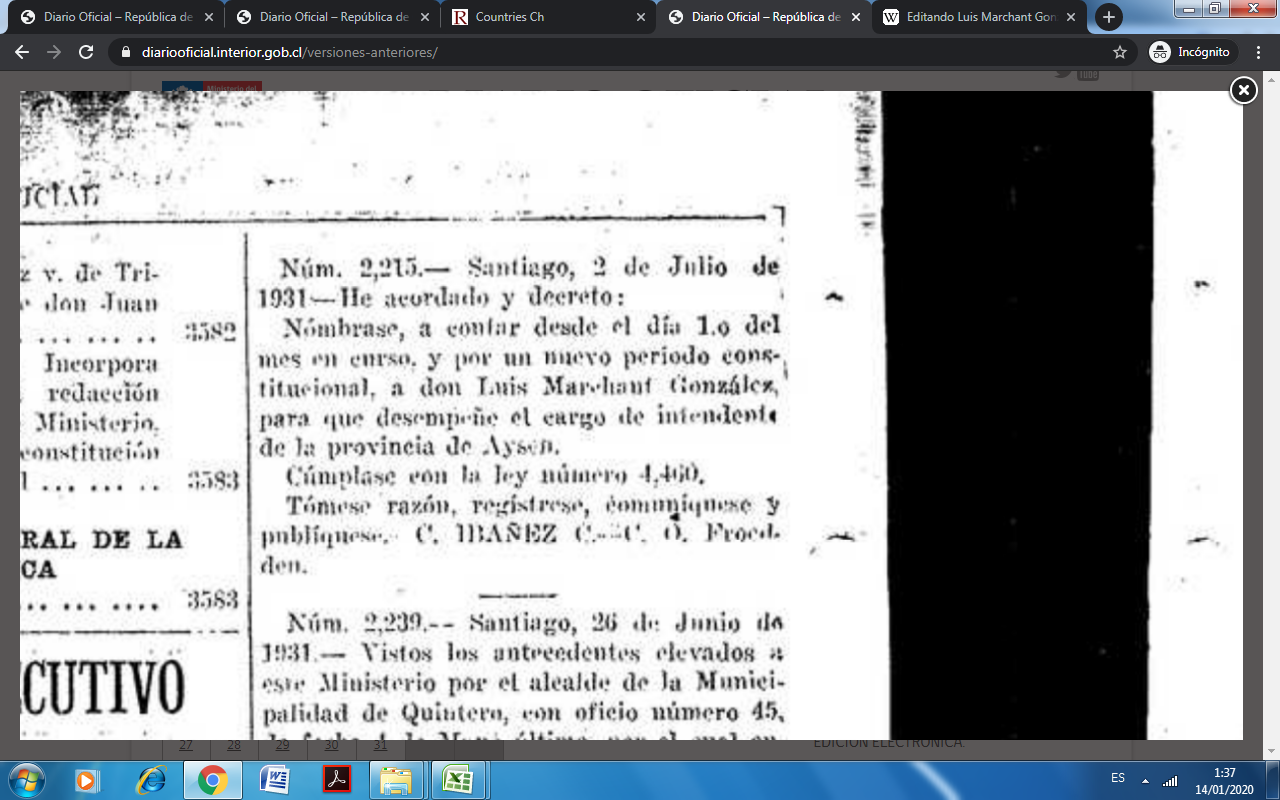